# Hygophum
El género Hygophum son peces marinos de la familia mictófidos, distribuidos por gran parte de los océanos.
Son muy pequeños, con una longitud máxima descrita entre 5 y 6'8 cm, siendo todos los radios de las aletas blandos sin espinas.
Son especies oceánicas y mesopelágicas, siendo frecuente que realicen migraciones diarias, viviendo de día en profundidad mientras que de noche sube a aguas superficiales.

## Especies
Existen nueve especies válidas en este género:
- Hygophum atratum (Garman, 1899)
- Hygophum benoiti (Cocco, 1838)
- Hygophum bruuni Wisner, 1971
- Hygophum hanseni (Tåning, 1932)
- Hygophum hygomii (Lütken, 1892)
- Hygophum macrochir (Günther, 1864)
- Hygophum proximum Becker, 1965
- Hygophum reinhardtii (Lütken, 1892)
- Hygophum taaningi Becker, 1965